# Cargolet de Negret
El cargolet de Negret (Henicorhina negreti) és un ocell de la família dels troglodítids (Troglodytidae).

## Hàbitat i distribució
Habita el sotabosc de la selva pluvial de les terres baixes de Colòmbia.